# Jají
Jají es una parroquia del estado Mérida. Se encuentra ubicada en el municipio Campo Elías del estado Mérida en Venezuela.

## Geografía
Se encuentra en una estribación de la Sierra La Culata. El poblado, constituido por más de 3000 habitantes, lo conforman 60 casas y edificaciones cuya fachadas están pintadas de azul y blanco, muchas de ellas construidas al estilo colonial. El centro del pueblo lo componen una Plaza Bolívar rodeada por una iglesia, un museo, una escuela de arte, una prefectura, posadas, restaurantes, tiendas de artesanías y una venta de fresa con crema. Las calles del pueblo son empedradas.

## Ubicación
Se encuentra ubicado a 34 kilómetros de la ciudad de Mérida y 1.781 metros de altitud. Tiene aproximadamente 100.000 m². Jají fue fundado en 1586, y reinaugurado en 1971 luego de que se iniciara su reconstrucción en 1968 logrando rescatar las fachadas, conservando las puertas, ventanas y rejas originales que datan de más de 400 años.

## Clima
Las temperaturas son bajas al estar a gran altitud.
| Parámetros climáticos promedio de Jají (1781 m s. n. m.) | Parámetros climáticos promedio de Jají (1781 m s. n. m.) | Parámetros climáticos promedio de Jají (1781 m s. n. m.) | Parámetros climáticos promedio de Jají (1781 m s. n. m.) | Parámetros climáticos promedio de Jají (1781 m s. n. m.) | Parámetros climáticos promedio de Jají (1781 m s. n. m.) | Parámetros climáticos promedio de Jají (1781 m s. n. m.) | Parámetros climáticos promedio de Jají (1781 m s. n. m.) | Parámetros climáticos promedio de Jají (1781 m s. n. m.) | Parámetros climáticos promedio de Jají (1781 m s. n. m.) | Parámetros climáticos promedio de Jají (1781 m s. n. m.) | Parámetros climáticos promedio de Jají (1781 m s. n. m.) | Parámetros climáticos promedio de Jají (1781 m s. n. m.) | Parámetros climáticos promedio de Jají (1781 m s. n. m.) |
| Mes                                                      | Ene.                                                     | Feb.                                                     | Mar.                                                     | Abr.                                                     | May.                                                     | Jun.                                                     | Jul.                                                     | Ago.                                                     | Sep.                                                     | Oct.                                                     | Nov.                                                     | Dic.                                                     | Anual                                                    |
| -------------------------------------------------------- | -------------------------------------------------------- | -------------------------------------------------------- | -------------------------------------------------------- | -------------------------------------------------------- | -------------------------------------------------------- | -------------------------------------------------------- | -------------------------------------------------------- | -------------------------------------------------------- | -------------------------------------------------------- | -------------------------------------------------------- | -------------------------------------------------------- | -------------------------------------------------------- | -------------------------------------------------------- |
| Temp. máx. media (°C)                                    | 20.0                                                     | 21.2                                                     | 22.3                                                     | 23.5                                                     | 24.6                                                     | 25.8                                                     | 26.6                                                     | 27.3                                                     | 26.8                                                     | 25.2                                                     | 23.3                                                     | 22.1                                                     | 24.1                                                     |
| Temp. media (°C)                                         | 18.9                                                     | 19.2                                                     | 20.8                                                     | 21.2                                                     | 21.5                                                     | 21.6                                                     | 22.4                                                     | 23.5                                                     | 22.7                                                     | 21.3                                                     | 20.5                                                     | 19.7                                                     | 21.1                                                     |
| Temp. mín. media (°C)                                    | 8.5                                                      | 9.5                                                      | 10.8                                                     | 11.2                                                     | 12.8                                                     | 13.5                                                     | 14.6                                                     | 14.8                                                     | 13.2                                                     | 12.1                                                     | 11.2                                                     | 10.2                                                     | 11.9                                                     |
| Lluvias (mm)                                             | 95                                                       | 44                                                       | 43.7                                                     | 73.3                                                     | 66.8                                                     | 144.4                                                    | 32.4                                                     | 37.8                                                     | 185                                                      | 44.9                                                     | 127.2                                                    | 20.5                                                     | 915                                                      |
| Fuente n.º 1: Inameh.com                                 |                                                          |                                                          |                                                          |                                                          |                                                          |                                                          |                                                          |                                                          |                                                          |                                                          |                                                          |                                                          |                                                          |
| Fuente n.º 2: accuweather.com                            |                                                          |                                                          |                                                          |                                                          |                                                          |                                                          |                                                          |                                                          |                                                          |                                                          |                                                          |                                                          |                                                          |

## Acceso
Para llegar a Jají se pueden utilizar diferentes vías.
- Partiendo de la ciudad de Mérida se puede tomar un bus en el terminal de pasajeros con un recorrido que puede durar entre una y dos horas.
- Partiendo de la ciudad de Ejido se puede tomar un bus detrás de la Iglesia Matriz, que se encuentra en la Plaza Bolívar; su recorrido puede durar una hora.
- Partiendo de San Juan de Lagunillas se puede tomar el bus que se encuentran en la Plaza Bolívar; su recorrido puede durar una hora.

También hay busetas que salen del terminal de pasajeros de La Azulita que aunque su destino final es Mérida, en su trayectoria pasan por Las Cruces, un poblado ubicado a 3 km de Jají. El recorrido de este último transporte puede durar dos horas. También, se puede acceder a Jají a través de La Mesa de Ejido, aunque no existe transporte público para esta vía.

## IVIC-Mérida

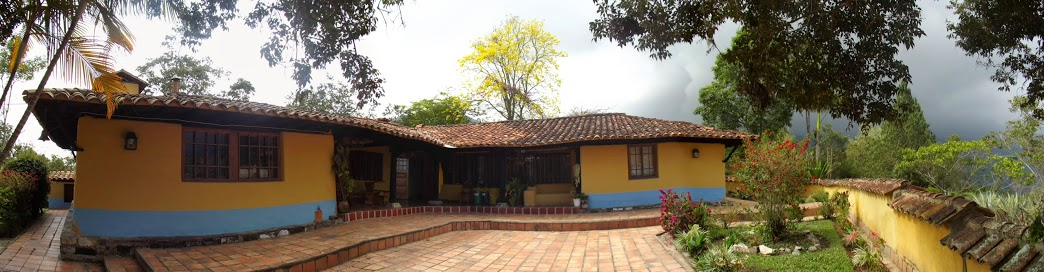
IVIC-Mérida, Finca el Tucuche, Loma de Los Guamos

La dependencia del Instituto Venezolano de Investigaciones Científicas (IVIC) ubicada en el estado Mérida (IVIC-Mérida) comprende el Centro Multidisciplinario de Ciencias (CMC). El IVIC-Mérida cuenta con dos sedes, una ubicada en el municipio Libertador, y otra en el municipio Campo Elías. Esta última está a pocos kilómetros de Jají, justamente en la comunidad Loma de Los Guamos, en la parroquia Jají. Allí funciona desde el 2008 el Laboratorio de Ecología Sensorial (LabEcoSen) y desde mayo de 2013 la Unidad de Articulación Comunitaria (UniArco). Estos equipos agrupan personal mutidisciplinario que enfoca sus esfuerzos en diversos temas fundamentales y aplicados relacionados con múltiples disciplinas tales como agroecología, salud, medio ambiente, agricultura y política, sin perder de vista la pertinencia social de los temas de investigación. 
En la dependencia de Loma de Los Guamos se coordinan actividades de divulgación y educación científica dirigidas a comunidades y espacios educativos de la zona, se ofrece asesoramiento a otras instituciones asociadas a la investigación y se producen rubros agroecológicos que se distribuyen a través del programa Mano a Mano. Igualmente, se brinda alojamiento en residencia a investigadores visitantes que realizan expediciones científicas en las cercanías.
El IVIC-Mérida cuenta con una Estación Meteorológica y un Observatorio Geomagnético. Este último, dependiente del Centro de Investigaciones de Astronomía “Francisco Duarte” (CIDA), realiza mediciones magnéticas con aplicaciones en navegación aérea, tanto comercial como militar.